# Ікона Божої Матері «Пом'якшення злих сердець»
Існують ікони зі подібним сюжетом: Семистрільна ікона Божої Матері та Пристрасна ікона «І тобі самій душу пройде зброя»
Пом'якшення злих сердець, або Симеонове пророцтво — ікона Діви Марії, на якій символічними знаками зображено пророцтво святого Симеона Богоприємця, промовлене їм у Єрусалимському храмі в день Стрітення Господнього:
| " | І благословив їх Симеон і сказав Марії, Матері Його: се, лежить Цей на падіння і на повстання багатьох в Ізраїлі і на предмет суперечок, - і Тобі Самої зброя пройде душу, - нехай відкриються думки багатьох сердець. (Лк 2:34-35) | " |

## Історія
Образ «Пом'якшення злих сердець» походить, мабуть, з Русі-України, проте достеменних історичних відомостей про це, немає.
Історія образу починається ще з біблійних часів, коли  на сороковий день після народження Ісуса Марія з Йосифом принесла  Його до храму. Там їх зустрів старець Симеон та звернувся до Марії з тим пророцтвом: «Ось призначений Цей багатьом на падіння і на повстання багатьох в Ізраїлі і на знак сперечання, — і Тобі Самій зброя пройде душу, — так відкриються думки багатьох сердець».
На іконі Діва Марія зображується з сімома встромленими в серце мечами: по три праворуч і ліворуч та один внизу. Число сім означає повноту горя, печалі і серцевого болю, випробуваних Богородицею в її земному житті . Іноді на колінах Богородиці зображується і Предвічне Немовля.
Схоже зображення має також Семистрільна ікона Божої Матері . Різниця тільки в тому, що мечі на ній розташовані трохи інакше — три з одного та чотири з іншого боку.
Святкування іконі відбувається на тиждень Усіх Святих (перша неділя після П'ятидесятниці).

## Гімнографія
Молитва перед іконою Божої Матері «Пом'якшення злих сердець»:
 О, багатостраждальна Мати Божа, що перевищує всіх дочок землі, за чистотою Своєю і за безліччю страждань, Тобою на землі перенесених, прийми багатоболючі зітхання наші і збережи нас під дахом Твоєї милості. Бо іншого притулку й теплого заступництва хіба Тобі не знаємо, але, бо зухвалість, що має до Тебе народженого, допоможи і спаси нас молитвами Своїми, нехай безперечно досягнемо Царства Небесного, бо з усіма святими будемо співати в Троїні єдиному повіки століть. Амінь.
Перед іконою моляться про зцілення від холери, кульгавості і розслаблення, про умиротворення ворогуючих і пом'якшення злих сердець, при ворожнечі або гоніннях.